# Paradijswijk
Paradijswijk – miejscowość (plaats) w strefie Paradijswijk/Santa Helena, w regionie Oranjestad-West w północno-zachodniej części kraju autonomicznego Aruba, należącego do Holandii, w Ameryce Południowej. 